# James Denis
James Denis (La Jarrie-Audouin, 1er février 1906 - Niort, 21 juin 2003) est un militaire français, Compagnon de la Libération par décret du 23 juin 1941. Aviateur expérimenté au moment du déclenchement de la Seconde Guerre mondiale, il refuse la défaite et rallie immédiatement les forces françaises libres du général de Gaulle. Il participe au sein de celles-ci aux campagnes d'Afrique du nord et du Moyen-Orient puis occupe des fonctions de commandement et d'expert auprès des instances de la France libre puis du Gouvernement provisoire de la République française. Retraité de l'armée en 1954, il devient administrateur de sociétés avant de s'éteindre à Niort en 2003. La promotion 2021 de l'École de l'air et de l'espace, baptisée le 1er juillet 2022, porte son nom.

## Biographie

### Avant-guerre
Georges James Denis voit le jour le 1er février 1906 en Charente-Maritime au sein d'une famille de propriétaire terriens de La Jarrie-Audouin. Il est le fils de Georges Edmond Denis (1867-1928) et de Marie Julia Simon (1872-1949).
Il s'engage dans l'Armée de l'air française dès 1925 en devançant son appel au service national. Dans un premier temps sous-officier mitrailleur, il est sélectionné pour le pilotage et obtient son brevet de pilote de chasse (n° 22430) à Istres, le 11 juillet 1929. Il se retrouve affecté aux troupes d'occupation en Allemagne dans le 33e régiment d'aviation à Mayence. Rebaptisée 3e groupe du 3e régiment de chasse, l'unité est déplacée à Châteauroux où James Denis se trouve entre 1930 et 1936.
Adjudant-chef, il est ensuite muté à Dijon dans l'escadrille 2/3 "Les lévriers" qu'il devra abandonner plus tard pour des raisons de santé. Au Groupe Aérien Régional (GAR) 545, il devient alors instructeur à l'école de radio-navigants (ERN) de la base de Saint-Jean-d'Angély. Il échappe de peu à la mort, en sautant en parachute d'un Breguet 27.

### Forces françaises libres
Suivant depuis sa base les événements de la bataille de France, James Denis entend l'appel du général de Gaulle et décide de rejoindre ce dernier. Dans la nuit du 19 au 20 juin, il décolle à bord d'un Farman F.222 (n° 19 baptisé « Altaïr » et codé L 161) dans lequel ont également pris place Georges Goumin, André Cantès, Jean-Albert Dupont, Roger Speich et Louis Ferrant. Ils atterrissent le matin même en Angleterre et rencontrent le général de Gaulle après s'être engagés dans les forces françaises libres.
James Denis suit ensuite un entraînement sur Hawker Hurricane dans une Operational Training Unit à Sutton Bridge et est promu sous-lieutenant. En septembre 1940, embarqué sur le Pennland, il participe à la bataille de Dakar puis, au Cameroun, prend la tête d'une escadrille de six pilotes (dont Louis Ferrant, Albert Littolff, Noël Castelain et Xavier de Scitivaux) qui est ensuite, en février 1941, détachée à la Royal Air Force à Ismaïlia en Égypte pour la défense du canal de Suez. Il se retrouve ensuite en Grèce en renfort du Squadron 33 puis, de retour en Égypte, au Squadron 73.
Le 7 avril 1941, il atterrit à Tobrouk et forme avec ses pilotes l'escadrille C du Squadron 73 qui, pour les forces françaises libres, prend l'appellation d'Escadrille française de chasse n°1. James Denis et ses hommes s'illustrent particulièrement en abattant une douzaine d'avions ennemis, lui-même étant crédité de six victoires homologuées[réf. nécessaire]. Sa virtuosité s'illustre lorsqu'il prend le dessus à deux reprises le 23 avril et le 21 mai, sur l'as de l'aviation allemand Hans-Joachim Marseille. Hans-Joachim Marseille est, pour sa part, victime d'une défaillance en vol de son moteur le 30 septembre 1942 après un saut en parachute,. Le 21 juin, la 1re escadrille devient la première unité militaire récipiendaire de la Croix de la Libération.
À la fin de l'année 1941, déplacée au Liban à Rayak, l'unité est dissoute pour laisser place au Groupe de chasse Alsace dont James Denis prend le commandement de la 1re escadrille. Promu capitaine en août 1942, il prend cette fois le commandement du groupe "Alsace" jusqu'en janvier 1943, date à laquelle l'unité est positionnée en Angleterre. James Denis reste cependant au Liban et devient chef du 2e bureau de l'état-major de l'air à Beyrouth puis à Rayak. Il est ensuite muté au commissariat de l'air à Alger puis à l'inspection des écoles.
À la libération en 1944, il est nommé officier expert auprès de la commission de la défense de l'Assemblée nationale dans le Gouvernement provisoire de la République française.

### Après-guerre
Terminant la guerre avec le grade de commandant, il poursuit sa carrière dans l'armée jusqu'en 1954, année où il prend sa retraite militaire en tant que colonel. Il devient administrateur de sociétés.
Le 7 juillet 1983, il est interviewé par le général Charles Christienne chef du Service Historique de l’Armée de l’Air, son témoignage est conservé au Service Historique de la Défense .
Il meurt le 21 juin 2003 à Niort et est inhumé dans son village natal.

## Décorations
|  |  |  |
|  |  |  |
|  |  |  |

| Commandeur de la Légion d'Honneur            | Commandeur de la Légion d'Honneur            | Compagnon de la Libération               | Compagnon de la Libération               | Médaille militaire                                | Médaille militaire                                |
| Croix de Guerre 1939-1945                    | Croix de Guerre 1939-1945                    | Distinguished Flying Cross (Royaume-Uni) | Distinguished Flying Cross (Royaume-Uni) | Air Medal (États-Unis)                            | Air Medal (États-Unis)                            |
| Commandeur de l'Ordre de Georges 1er (Grèce) | Commandeur de l'Ordre de Georges 1er (Grèce) | Ordre de l'Aigle blanc (Serbie)          | Ordre de l'Aigle blanc (Serbie)          | Commandeur de l'Ordre du Ouissam Alaouite (Maroc) | Commandeur de l'Ordre du Ouissam Alaouite (Maroc) |

## Hommages
- le vendredi 1er juillet 2022, la promotion 2021 d'officiers de l'École de l'air et de l'espace reçoit le nom de baptême "Colonel Denis"[11],[12].